# Rezerwat przyrody Płutowo
Rezerwat przyrody Płutowo – rezerwat leśny o powierzchni 17,96 ha, położony w województwie kujawsko-pomorskim, powiecie chełmińskim, gminie Kijewo Królewskie.
Obszar rezerwatu podlega ochronie ścisłej.

## Lokalizacja
Pod względem fizycznogeograficznym rezerwat znajduje się w mezoregionie Pojezierze Chełmińskie. Znajduje się na zachód od drogi gminnej, łączącej miejscowości Płutowo i Kiełp. Obejmuje śródpolny parów opadający ku dolinie Wisły. Posiada on długość ok. 1200 m, a głębokość 57 m (u wylotu do doliny Wisły).
Rezerwat jest położony w obrębie Chełmińskiego Parku Krajobrazowego wchodzącego w skład Zespołu Parków Krajobrazowych nad Dolną Wisłą.

## Historia
Przed II wojną światową ówczesny właściciel terenu dzisiejszego rezerwatu zakazał wszelkich zmian w obrębie parowu, dzięki czemu zachowała się naturalna roślinność o dużych walorach przyrodniczych.
W 1956 r. na mocy Zarządzenia nr 273 Ministra Leśnictwa utworzono na tym terenie rezerwat przyrody o powierzchni 19,44 ha.

## Charakterystyka
Rezerwat „Płutowo” obejmuje głęboko wcięty parów schodzący do doliny Wisły, pokryty lasem mieszanym o charakterze naturalnego zespołu.
Dnem parowu płutowskiego płynie strumień, wysychający podczas okresów posusznych. 
Ciek jest powodem erozji zboczy i dna jaru. W zboczach występują również jary poprzeczne.
Występujące w rezerwacie zbiorowiska roślinne zaliczono do grądu subkontynentalnego typowego i niskiego. Gatunkiem panującym jest grab zwyczajny w wieku 90–120 lat. Gatunkami współpanującymi są: dąb szypułkowy, lipa drobnolistna, jesion wyniosły, klon jawor, wiąz, buk, olsza czarna, osika, rzadziej brzoza, kasztanowiec i grochodrzew. Wiek najstarszych drzew przekracza 200 lat. Na płaskich pasach wysoczyzny morenowej występują drzewostany dębowe wprowadzone sztucznie dla wyrównania granicy lasu.
Warstwę podszytową pokrywającą miejscami 80% powierzchni tworzą głównie: bez czarny, dereń świdwa, trzmielina, leszczyna i suchodrzew.
W skład runa wchodzą m.in.: przylaszczka pospolita, kokorycz, kopytnik pospolity, zawilec gajowy, marzanka wonna, szczawik zajęczy, fiołki, miodunka ćma, groszek leśny, podagrycznik pospolity, czworolist pospolity, turzyce, podbiał pospolity, skrzyp leśny.
Roślinność runa najsilniej rozwija się wiosną w okresie pełnego oświetlenia dna lasu, zaś latem jest zdominowana przez trawy oraz wysokie byliny.
Z gatunków chronionych, w rezerwacie występują m.in.: wawrzynek wilczełyko, lilia złotogłów, storczyk obuwik oraz bluszcz pospolity.
W sumie florę reprezentuje kilkadziesiąt gatunków drzew i krzewów oraz kilkaset gatunków roślin zielnych.

## Szlaki turystyczne
U podnóża rezerwatu przebiega  pieszy szlak turystyczny „Rezerwatów Chełmińskich” Bydgoszcz Fordon – Chełmno 48 km. Podążając nim pieszo lub rowerem można zwiedzić rezerwaty rozlokowane na prawym zboczu Doliny Wisły: 
1. Wielka Kępa (leśny),
2. Las Mariański (leśny),
3. Reptowo (faunistyczny),
4. Linje (torfowiskowy),
5. Płutowo,
6. Zbocza Płutowskie (stepowy),
7. Góra św. Wawrzyńca (stepowy),
8. Ostrów Panieński (leśny),
9. Łęgi na Ostrowiu Panieńskim (leśny)